# Rudrākṣa

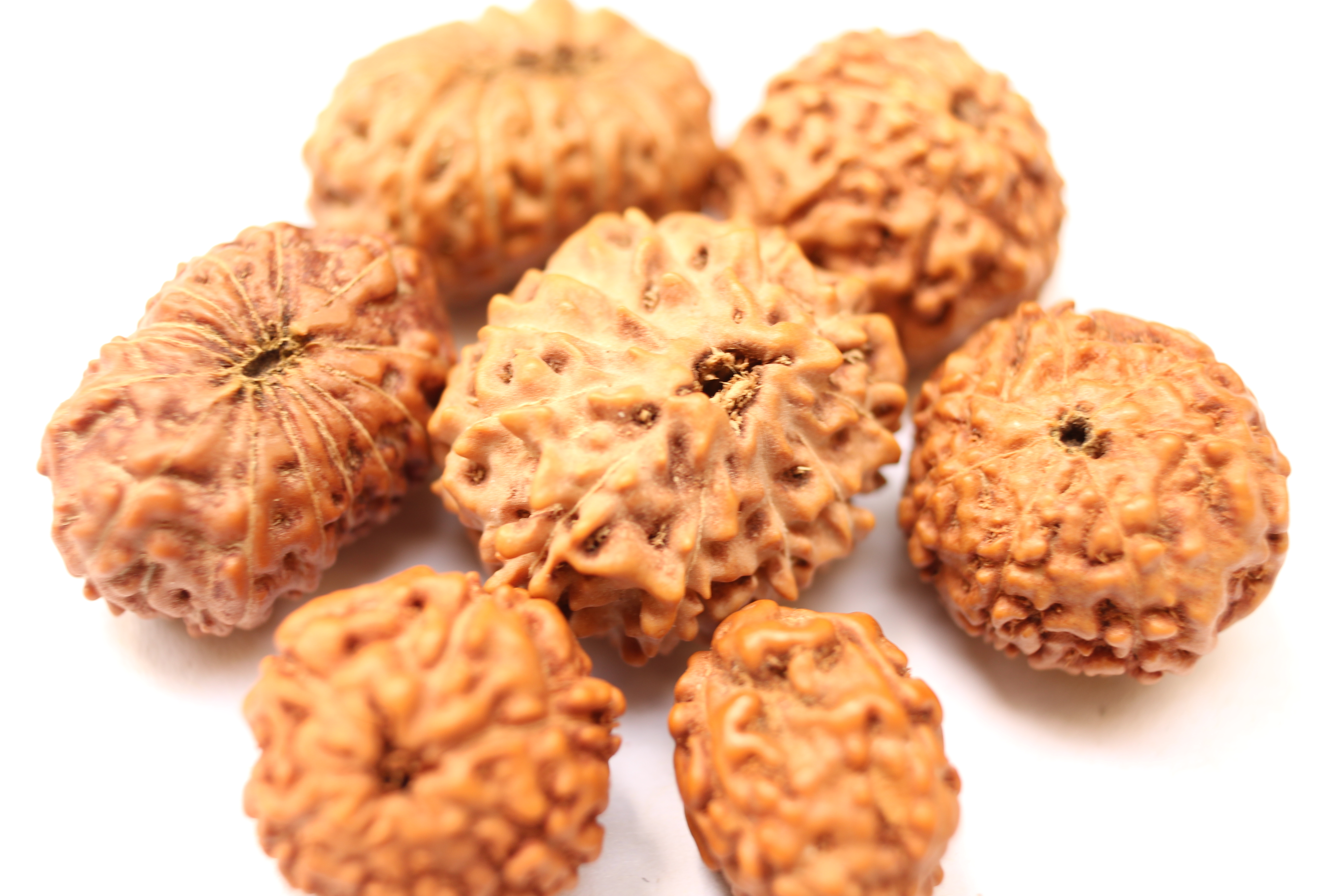
Grani di Rudrākṣa

I rudrākṣa (in sanscrito रुद्राक्ष), con grafia inglese rudraksha, sono i semi di una pianta chiamata Elaeocarpus ganitrus, i quali, secondo molte correnti religiose e mistiche orientali avrebbero presunte proprietà curative (medicina ayurvedica) e spirituali.
La specie è diffusa nelle vicinanze dell'Himalaya, in Nepal e in varie parti dell'Asia. Si utilizzano di solito come elementi per costruire oggetti simili a rosari (mālā), e gioielli.
Secondo un mito induista i rudrākṣa sono derivati dal pianto del dio Siva.